# Otto Georg Thierack
Otto Georg Thierack, né le 19 avril 1889 à Wurzen (Royaume de Saxe) et mort le 26 octobre 1946 à Stukenbrock (Allemagne occupée), est un juriste et homme politique allemand. Membre du NSDAP, il est ministre de la Justice entre 1942 et 1945.

## Biographie

### Jeunesses et études
De 1914 à 1918, il participe à la Première Guerre mondiale en tant que volontaire (Kriegsfreiwilliger). Blessé au combat, il garde plusieurs stigmates du conflit sur son visage, notamment d'importantes balafres au front et à la joue. Il termine la guerre avec le grade de leutnant et est décoré de la croix de fer de 2e classe.

### Jusque 1942
Il dirige le Volksgerichtshof de 1936 à 1942.

### Ministre de la Justice
Il est ministre de la Justice du Troisième Reich de 1942 à 1945.
En septembre 1942, il prend part à la décision d'Hitler de ne pas déporter à l'Est les « mischlinge » (Allemands issus de mariages mixtes entre Juifs et non Juifs) avant la fin de la guerre. Il porte un nouveau projet d'ordonnance qui retire aux Juifs quasiment toute protection juridique face aux juridictions du Troisième Reich puis il accepte, à la suite de la rencontre le 18 septembre 1942 avec Heinrich Himmler un transfert de compétence entre justice et police de sorte que les procédures et poursuites légales  visant les « asociaux » (Juifs, Tziganes, Polonais, Russes, Ukrainiens, Tchèques et Allemands) soient transférées à la SS. L'ordonnance entra en vigueur le 1er janvier 1943. Le 1er juillet 1943, il signe l'ordonnance qui d'une part ôte aux Juifs et aux Tsiganes le droit d'acquérir la nationalité allemande et donne, d'autre part à la seule police la compétence et le droit de punir les Juifs. Il écrit à Martin Bormann :

« Afin de libérer le peuple allemand des Polonais, Russes, Juifs et Tsiganes, et de rendre les territoires de l'Est qui ont été incorporés au Reich disponibles pour l'établissement de ressortissants allemands, j'ai l'intention de confier la compétence pénale sur les Polonais, les Russes, les Juifs et les Tziganes au Reichsführer-SS. En agissant ainsi, je me fonde sur le principe que l'administration de la justice ne peut apporter qu'une contribution minime à l'extermination de tous ces peuples. »

À ce titre, en 1945, il décrète le 25 février la création de cours martiales d'urgence, constituées d'un juge des affaires criminelles, d'un responsable du parti et d'un officier, afin de juger les actes de désertion, de sabotage, conférant ainsi un cadre légal à la terreur ; les citoyens allemands qui émettent des doutes sur la victoire du Reich sont aussi concernés par ces mesures qui s'abat sur les territoires allemands encore contrôlés par la Wehrmacht ; ces tribunaux prononcent des sentences sans appel, immédiatement exécutoires. Environ 10 000 personnes ont été exécutées après jugement. 

En avril 1945, dans un contexte de déportation des prisonniers de droit commun, internés dans les prisons, il ordonne l'exécution de ces prisonniers, comme il donne l'ordre d'exécuter, avec l'aval de Himmler, un certain nombre de prisonniers connus, dont l'amiral Canaris, ou Georg Elser, qui avait failli tuer Hitler en 1939.
Après le suicide de Hitler, il est membre du gouvernement de Flensbourg, toujours en tant que ministre de la Justice. Après sa capture par les Alliés, il se suicide par empoisonnement afin d'échapper au procès des Juges, à Nuremberg, en 1946.